# Kylie Minogue/Auszeichnungen für Musikverkäufe

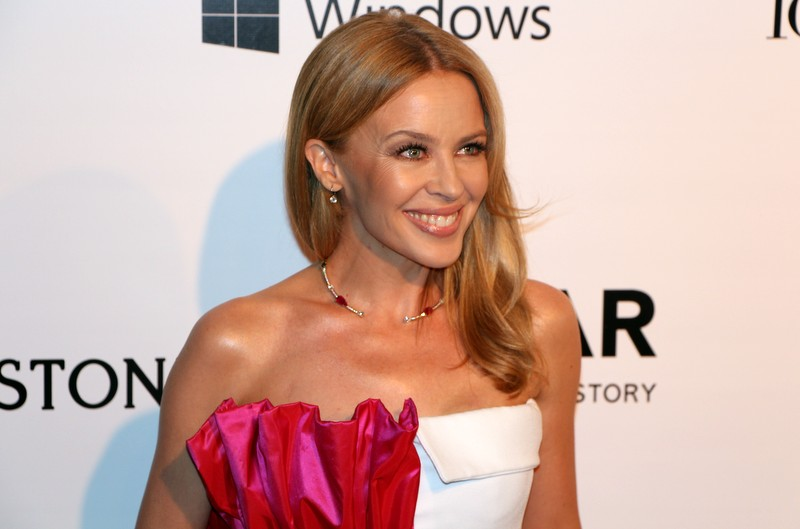
Kylie Minogue (2015)

Dies ist eine Übersicht über die Auszeichnungen für Musikverkäufe der australischen Popsängerin Kylie Minogue. Die Auszeichnungen finden sich nach ihrer Art (Gold, Platin usw.), nach Staaten getrennt in chronologischer Reihenfolge, geordnet sowie nach den Tonträgern selbst, ebenfalls in chronologischer Reihenfolge, getrennt nach Medium (Alben, Singles usw.), wieder.

## Auszeichnungen
| - Frankreich - 1988: für die Single Got to Be Certain - 1988: für die Single I Should Be So Lucky - 1988: für die Single The Loco-Motion - 1988: für die Single Especially for You - Vereinigtes Königreich - 1988: für die Single Got to Be Certain - 1988: für die Single I Still Love You (Je ne sais pas pourquoi) - 1989: für die Single Never Too Late - 1990: für die Single Tears on My Pillow - 1990: für die Single Better the Devil You Know - 1994: für die Single Confide in Me - 2002: für die Single In Your Eyes - 2007: für das Album Showgirl Homecoming Live - 2013: für die Single Wow - 2013: für das Album Hits+ - 2013: für das Album Confide in Me - 2014: für das Album Kiss Me Once - 2015: für das Album The Best of Kylie Minogue - 2018: für die Single On a Night Like This - 2020: für die Single Dancing - 2020: für die Single I Believe in You - 2023: für die Single Get Outta My Way - 2025: für die Single Slow - 2025: für die Single The Loco-Motion - Argentinien - 2001: für das Album Fever - Australien - 1988: für die Single Got to Be Certain - 1989: für die Single Especially for You - 1989: für die Single Hand on Your Heart - 1989: für die Single Wouldn’t Change a Thing - 1991: für die Single Step Back in Time - 1991: für das Album Let’s Get to It - 1992: für die Single What Kind of Fool (Heard All That Before) - 1994: für das Album Kylie Minogue - 1995: für die Single Put Yourself in My Place - 1995: für die Single Where the Wild Roses Grow - 1998: für die Single Did It Again - 2000: für die Single Please Stay - 2001: für die Single Kids - 2002: für die Single In Your Eyes - 2002: für die Single Love at First Sight - 2002: für die Single Come into My World - 2004: für die Single I Believe in You - 2008: für die Single 2 Hearts - 2011: für die Single Higher - 2012: für die Single All the Lovers - 2018: für die Single Dancing - Belgien - 2001: für das Album Fever - 2007: für das Album X - 2011: für das Album Aphrodite - Brasilien - 2021: für die Single Say Something - 2023: für die Single Padam Padam - 2024: für die Single Higher - Dänemark - 2002: für das Album Fever - Deutschland - 1988: für die Single I Should Be So Lucky - 1989: für das Album Kylie - 1996: für die Single Where the Wild Roses Grow - 2003: für das Videoalbum KylieFever2002: Live in Manchester - 2025: für die Single Santa Baby - Finnland - 1989: für das Album Kylie - Frankreich - 1990: für das Album Enjoy Yourself - 2004: für das Videoalbum Ultimate Kylie - 2007: für das Album X - 2008: für das Videoalbum White Diamond / Showgirl Homecoming - 2008: für das Videoalbum Showgirl – The Greatest Hits Tour - Griechenland - 2002: für das Album Fever - Hongkong - 1990: für das Album Enjoy Yourself - Irland - 2007: für das Album X - Italien - 2010: für die Single All the Lovers - 2012: für die Single Timebomb - 2013: für die Single Limpido - Japan - 1989: für das Album Kylie’s Remixes Volume 1 - 1989: für das Album Enjoy Yourself - Neuseeland - 2000: für die Single Spinning Around - 2000: für die Single Kids - 2002: für die Single Love at First Sight - 2004: für die Single Red Blooded Woman - 2011: für die Single Higher - Niederlande - 2002: für das Album Fever - 2025: für die Single Padam Padam - Österreich - 2003: für das Album Body Language - 2005: für das Album Ultimate Kylie - Polen - 2002: für das Album Fever - Russland - 2008: für das Album X - Schweden - 2011: für die Single Higher - Schweiz - 1990: für das Album Enjoy Yourself - 2003: für das Album Body Language - Spanien - 1990: für das Album Enjoy Yourself - 1991: für das Album Rhythm of Love - 2006: für das Album Ultimate Kylie - 2024: für die Single Can’t Get You Out of My Head - 2024: für die Single Padam Padam - Ungarn - 2008: für das Album X - 2015: für das Album Kylie Christmas - Vereinigte Staaten - 1989: für das Album Kylie - 1993: für die Single The Loco-Motion - 2005: für die Single Can’t Get You Out of My Head - 2025: für die Single Padam Padam - Vereinigtes Königreich - 1988: für die Single I Should Be So Lucky - 1989: für die Single Hand on Your Heart - 1990: für das Album Rhythm of Love - 1994: für das Album Kylie Minogue - 2005: für das Videoalbum Body Language Live – Album Launch at the London Apollo - 2013: für das Album The Abbey Road Sessions - 2013: für das Videoalbum White Diamond / Showgirl Homecoming - 2013: für das Videoalbum Kylie Live: X2008 - 2013: für das Videoalbum Greatest Hits 1987-1992 - 2016: für das Album Kylie Christmas - 2017: für die Single All the Lovers - 2018: für das Album Golden - 2020: für das Album Disco - 2022: für die Single Higher - 2023: für die Single Love at First Sight - 2025: für das Album Tension - 2025: für die Single Kids | - Argentinien - 2002: für das Videoalbum KylieFever2002: Live in Manchester - 2004: für das Videoalbum Body Language Live – Album Launch at the London Apollo - 2004: für das Videoalbum Ultimate Kylie - 2005: für das Videoalbum Showgirl – The Greatest Hits Tour - Australien - 1988: für die Single I Should Be So Lucky - 1990: für das Album Enjoy Yourself - 1990: für die Single Better the Devil You Know - 1991: für das Album Rhythm of Love - 1992: für das Album Greatest Hits - 1994: für die Single Confide in Me - 1998: für das Album Impossible Princess - 2000: für die Single Spinning Around - 2000: für die Single On a Night Like This - 2003: für die Single Slow - 2004: für das Videoalbum Body Language Live – Album Launch at the London Apollo - 2007: für das Album X - 2011: für das Album Aphrodite - 2024: für die Single Padam Padam - Belgien - 2009: für das Album Ultimate Kylie - Dänemark - 2024: für die Single Santa Baby - 2025: für die Single Can’t Get You Out of My Head - Deutschland - 2001: für die Single Can’t Get You Out of My Head - 2002: für das Album Fever - 2018: für die Single Higher - Europa - 2004: für das Album Ultimate Kylie - Frankreich - 1989: für das Album Kylie - 2001: für die Single Can’t Get You Out of My Head - 2002: für das Album Fever - Griechenland - 2002: für die Single Can’t Get You Out of My Head - Hongkong - 1990: für das Album Kylie - Italien - 2024: für die Single Can’t Get You Out of My Head - Kanada - 2004: für das Videoalbum KylieFever2002: Live in Manchester - Neuseeland - 1990: für das Album Enjoy Yourself - Niederlande - 2001: für die Single Can’t Get You Out of My Head - Norwegen - 2001: für die Single Can’t Get You Out of My Head - Österreich - 2001: für das Album Fever - 2001: für die Single Can’t Get You Out of My Head - 2011: für die Single Higher - Schweden - 2002: für das Album Fever - 2002: für die Single Can’t Get You Out of My Head - Schweiz - 1989: für das Album Kylie - 2001: für die Single Can’t Get You Out of My Head - 2011: für die Single Higher - Spanien - 2002: für das Album Fever - Südafrika - 2002: für das Album Fever - 2002: für die Single Can’t Get You Out of My Head - Ungarn - 2002: für das Album Fever - Vereinigte Staaten - 2002: für das Album Fever - Vereinigtes Königreich - 1990: für die Single Do They Know It’s Christmas? - 2001: für das Album Light Years - 2003: für das Album Greatest Hits - 2003: für das Album Body Language - 2007: für das Album X - 2011: für das Album Aphrodite - 2013: für das Album Greatest Hits 87–92 - 2021: für die Single Santa Baby - 2024: für die Single Especially for You - 2025: für die Single Padam Padam - 2025: für das Album Step Back in Time: The Definitive Collection - 2025: für die Single Spinning Around | - Australien - 2002: für das Videoalbum KylieFever2002: Live in Manchester - 2003: für das Album Body Language - 2004: für das Videoalbum Greatest Hits 1987–1992 - Belgien - 2001: für die Single Can’t Get You Out of My Head - Italien - 2002: für die Single Can’t Get You Out of My Head - Kanada - 2002: für das Album Fever - Neuseeland - 2003: für das Album Fever - 2024: für die Single Can’t Get You Out of My Head - Schweiz - 2003: für das Album Fever - Südafrika - 2002: für das Album Light Years - Vereinigtes Königreich - 2005: für das Videoalbum Ultimate Kylie - 2013: für das Videoalbum Showgirl – The Greatest Hits Tour - 2013: für das Videoalbum Live in Sydney - 2013: für das Videoalbum KylieFever2002: Live in Manchester - Australien - 1989: für die Single The Loco-Motion - 2001: für die Single Can’t Get You Out of My Head - 2004: für das Videoalbum Live in Sydney - 2005: für das Videoalbum Ultimate Kylie - Europa - 2003: für das Album Fever - Irland - 2005: für das Album Ultimate Kylie - Vereinigtes Königreich - 2013: für das Album Ultimate Kylie - 2024: für die Single Can’t Get You Out of My Head - Australien - 2001: für das Album Light Years - 2006: für das Videoalbum Showgirl – The Greatest Hits Tour - 2006: für das Album Ultimate Kylie - Vereinigtes Königreich - 1990: für das Album Enjoy Yourself - Vereinigtes Königreich - 2002: für das Album Fever - Australien - 1988: für das Album Kylie - Neuseeland - 1994: für das Album Kylie - Australien - 2002: für das Album Fever - Vereinigtes Königreich - 2025: für das Album Kylie |

## Auszeichnungen nach Alben

### Kylie
| Land/Region                  | Auszeichnungen für Musikverkäufe (Land/Region, Auszeichnung, Verkäufe) | Verkäufe  |
| ---------------------------- | ---------------------------------------------------------------------- | --------- |
| Australien (ARIA)            | 6× Platin                                                              | 420.000   |
| Deutschland (BVMI)           | Gold                                                                   | 250.000   |
| Finnland (IFPI)              | Gold                                                                   | 25.000    |
| Frankreich (SNEP)            | Platin                                                                 | 300.000   |
| Hongkong (IFPI/HKRIA)        | Platin                                                                 | 20.000    |
| Neuseeland (RMNZ)            | 6× Platin                                                              | 90.000    |
| Schweiz (IFPI)               | Platin                                                                 | 50.000    |
| Vereinigte Staaten (RIAA)    | Gold                                                                   | 500.000   |
| Vereinigtes Königreich (BPI) | 7× Platin                                                              | 2.100.000 |
| Insgesamt                    | 3× Gold · 22× Platin ·                                                 | 3.755.000 |

### Kylie’s Remixes Volume 1
| Land/Region  | Auszeichnungen für Musikverkäufe (Land/Region, Auszeichnung, Verkäufe) | Verkäufe |
| ------------ | ---------------------------------------------------------------------- | -------- |
| Japan (RIAJ) | Gold                                                                   | 100.000  |
| Insgesamt    | 1× Gold ·                                                              | 100.000  |

### Enjoy Yourself
| Land/Region                  | Auszeichnungen für Musikverkäufe (Land/Region, Auszeichnung, Verkäufe) | Verkäufe  |
| ---------------------------- | ---------------------------------------------------------------------- | --------- |
| Australien (ARIA)            | Platin                                                                 | 70.000    |
| Frankreich (SNEP)            | Gold                                                                   | 100.000   |
| Hongkong (IFPI/HKRIA)        | Gold                                                                   | 10.000    |
| Japan (RIAJ)                 | Gold                                                                   | 100.000   |
| Neuseeland (RMNZ)            | Platin                                                                 | 20.000    |
| Schweiz (IFPI)               | Gold                                                                   | 25.000    |
| Spanien (Promusicae)         | Gold                                                                   | 50.000    |
| Vereinigtes Königreich (BPI) | 4× Platin                                                              | 1.200.000 |
| Insgesamt                    | 5× Gold · 6× Platin ·                                                  | 1.575.000 |

### Rhythm of Love
| Land/Region                  | Auszeichnungen für Musikverkäufe (Land/Region, Auszeichnung, Verkäufe) | Verkäufe |
| ---------------------------- | ---------------------------------------------------------------------- | -------- |
| Australien (ARIA)            | Platin                                                                 | 70.000   |
| Spanien (Promusicae)         | Gold                                                                   | 50.000   |
| Vereinigtes Königreich (BPI) | Gold                                                                   | 100.000  |
| Insgesamt                    | 2× Gold · 1× Platin ·                                                  | 220.000  |

### Let’s Get to It
| Land/Region       | Auszeichnungen für Musikverkäufe (Land/Region, Auszeichnung, Verkäufe) | Verkäufe |
| ----------------- | ---------------------------------------------------------------------- | -------- |
| Australien (ARIA) | Gold                                                                   | 35.000   |
| Insgesamt         | 1× Gold ·                                                              | 35.000   |

### Greatest Hits
| Land/Region                  | Auszeichnungen für Musikverkäufe (Land/Region, Auszeichnung, Verkäufe) | Verkäufe |
| ---------------------------- | ---------------------------------------------------------------------- | -------- |
| Australien (ARIA)            | Platin                                                                 | 70.000   |
| Vereinigtes Königreich (BPI) | Platin                                                                 | 300.000  |
| Insgesamt                    | 2× Platin ·                                                            | 370.000  |

### Kylie Minogue
| Land/Region                  | Auszeichnungen für Musikverkäufe (Land/Region, Auszeichnung, Verkäufe) | Verkäufe |
| ---------------------------- | ---------------------------------------------------------------------- | -------- |
| Australien (ARIA)            | Gold                                                                   | 35.000   |
| Vereinigtes Königreich (BPI) | Gold                                                                   | 100.000  |
| Insgesamt                    | 2× Gold ·                                                              | 135.000  |

### Impossible Princess
| Land/Region       | Auszeichnungen für Musikverkäufe (Land/Region, Auszeichnung, Verkäufe) | Verkäufe |
| ----------------- | ---------------------------------------------------------------------- | -------- |
| Australien (ARIA) | Platin                                                                 | 70.000   |
| Insgesamt         | 1× Platin ·                                                            | 70.000   |

### Light Years
| Land/Region                  | Auszeichnungen für Musikverkäufe (Land/Region, Auszeichnung, Verkäufe) | Verkäufe |
| ---------------------------- | ---------------------------------------------------------------------- | -------- |
| Australien (ARIA)            | 4× Platin                                                              | 280.000  |
| Südafrika (RISA)             | 2× Platin                                                              | 100.000  |
| Vereinigtes Königreich (BPI) | Platin                                                                 | 496.000  |
| Insgesamt                    | 7× Platin ·                                                            | 876.000  |

### Hits+
| Land/Region                  | Auszeichnungen für Musikverkäufe (Land/Region, Auszeichnung, Verkäufe) | Verkäufe |
| ---------------------------- | ---------------------------------------------------------------------- | -------- |
| Vereinigtes Königreich (BPI) | Silber                                                                 | 60.000   |
| Insgesamt                    | 1× Silber ·                                                            | 60.000   |

### Confide in Me
| Land/Region                  | Auszeichnungen für Musikverkäufe (Land/Region, Auszeichnung, Verkäufe) | Verkäufe |
| ---------------------------- | ---------------------------------------------------------------------- | -------- |
| Vereinigtes Königreich (BPI) | Silber                                                                 | 60.000   |
| Insgesamt                    | 1× Silber ·                                                            | 60.000   |

### Fever
| Land/Region                  | Auszeichnungen für Musikverkäufe (Land/Region, Auszeichnung, Verkäufe) | Verkäufe    |
| ---------------------------- | ---------------------------------------------------------------------- | ----------- |
| Argentinien (CAPIF)          | Gold                                                                   | 20.000      |
| Australien (ARIA)            | 7× Platin                                                              | 490.000     |
| Belgien (BRMA)               | Gold                                                                   | (25.000)    |
| Dänemark (IFPI)              | Gold                                                                   | (25.000)    |
| Deutschland (BVMI)           | Platin                                                                 | (300.000)   |
| Europa (IFPI)                | 3× Platin                                                              | 3.000.000   |
| Frankreich (SNEP)            | Platin                                                                 | (300.000)   |
| Griechenland (IFPI)          | Gold                                                                   | (15.000)    |
| Kanada (MC)                  | 2× Platin                                                              | 200.000     |
| Neuseeland (RMNZ)            | 2× Platin                                                              | 30.000      |
| Niederlande (NVPI)           | Gold                                                                   | (40.000)    |
| Österreich (IFPI)            | Platin                                                                 | (40.000)    |
| Polen (ZPAV)                 | Gold                                                                   | (50.000)    |
| Schweden (IFPI)              | Platin                                                                 | (60.000)    |
| Schweiz (IFPI)               | 2× Platin                                                              | (80.000)    |
| Spanien (Promusicae)         | Platin                                                                 | (100.000)   |
| Südafrika (RISA)             | Platin                                                                 | 50.000      |
| Ungarn (MAHASZ)              | Platin                                                                 | (20.000)    |
| Vereinigte Staaten (RIAA)    | Platin                                                                 | 1.159.000   |
| Vereinigtes Königreich (BPI) | 5× Platin                                                              | (1.730.000) |
| Insgesamt                    | 6× Gold · 29× Platin ·                                                 | 4.767.000   |

### Greatest Hits 87–97
| Land/Region                  | Auszeichnungen für Musikverkäufe (Land/Region, Auszeichnung, Verkäufe) | Verkäufe |
| ---------------------------- | ---------------------------------------------------------------------- | -------- |
| Vereinigtes Königreich (BPI) | Platin                                                                 | 300.000  |
| Insgesamt                    | 1× Platin ·                                                            | 300.000  |

### Body Language
| Land/Region                  | Auszeichnungen für Musikverkäufe (Land/Region, Auszeichnung, Verkäufe) | Verkäufe |
| ---------------------------- | ---------------------------------------------------------------------- | -------- |
| Australien (ARIA)            | 2× Platin                                                              | 140.000  |
| Österreich (IFPI)            | Gold                                                                   | 15.000   |
| Schweiz (IFPI)               | Gold                                                                   | 20.000   |
| Vereinigte Staaten (RIAA)    | —                                                                      | 177.000  |
| Vereinigtes Königreich (BPI) | Platin                                                                 | 300.000  |
| Insgesamt                    | 2× Gold · 3× Platin ·                                                  | 652.000  |

### Ultimate Kylie
| Land/Region                  | Auszeichnungen für Musikverkäufe (Land/Region, Auszeichnung, Verkäufe) | Verkäufe    |
| ---------------------------- | ---------------------------------------------------------------------- | ----------- |
| Australien (ARIA)            | 4× Platin                                                              | 280.000     |
| Belgien (BRMA)               | Platin                                                                 | 50.000      |
| Europa (IFPI)                | Platin                                                                 | (1.000.000) |
| Irland (IRMA)                | 3× Platin                                                              | 45.000      |
| Österreich (IFPI)            | Gold                                                                   | 15.000      |
| Spanien (Promusicae)         | Gold                                                                   | 50.000      |
| Vereinigte Staaten (RIAA)    | —                                                                      | 50.000      |
| Vereinigtes Königreich (BPI) | 3× Platin                                                              | 900.000     |
| Insgesamt                    | 2× Gold · 12× Platin ·                                                 | 1.390.000   |

### Showgirl Homecoming Live
| Land/Region                  | Auszeichnungen für Musikverkäufe (Land/Region, Auszeichnung, Verkäufe) | Verkäufe |
| ---------------------------- | ---------------------------------------------------------------------- | -------- |
| Vereinigtes Königreich (BPI) | Silber                                                                 | 60.000   |
| Insgesamt                    | 1× Silber ·                                                            | 60.000   |

### X
| Land/Region                  | Auszeichnungen für Musikverkäufe (Land/Region, Auszeichnung, Verkäufe) | Verkäufe |
| ---------------------------- | ---------------------------------------------------------------------- | -------- |
| Australien (ARIA)            | Platin                                                                 | 70.000   |
| Belgien (BRMA)               | Gold                                                                   | 15.000   |
| Frankreich (SNEP)            | Gold                                                                   | 75.000   |
| Irland (IRMA)                | Gold                                                                   | 7.500    |
| Russland (NFPF)              | Gold                                                                   | 10.000   |
| Ungarn (MAHASZ)              | Gold                                                                   | 3.000    |
| Vereinigte Staaten (RIAA)    | —                                                                      | 42.000   |
| Vereinigtes Königreich (BPI) | Platin                                                                 | 300.000  |
| Insgesamt                    | 5× Gold · 2× Platin ·                                                  | 522.500  |

### Aphrodite
| Land/Region                  | Auszeichnungen für Musikverkäufe (Land/Region, Auszeichnung, Verkäufe) | Verkäufe |
| ---------------------------- | ---------------------------------------------------------------------- | -------- |
| Australien (ARIA)            | Platin                                                                 | 70.000   |
| Belgien (BRMA)               | Gold                                                                   | 15.000   |
| Vereinigte Staaten (RIAA)    | —                                                                      | 50.000   |
| Vereinigtes Königreich (BPI) | Platin                                                                 | 300.000  |
| Insgesamt                    | 1× Gold · 2× Platin ·                                                  | 435.000  |

### The Best of Kylie Minogue
| Land/Region                  | Auszeichnungen für Musikverkäufe (Land/Region, Auszeichnung, Verkäufe) | Verkäufe |
| ---------------------------- | ---------------------------------------------------------------------- | -------- |
| Vereinigtes Königreich (BPI) | Silber                                                                 | 60.000   |
| Insgesamt                    | 1× Silber ·                                                            | 60.000   |

### The Abbey Road Sessions
| Land/Region                  | Auszeichnungen für Musikverkäufe (Land/Region, Auszeichnung, Verkäufe) | Verkäufe |
| ---------------------------- | ---------------------------------------------------------------------- | -------- |
| Vereinigtes Königreich (BPI) | Gold                                                                   | 100.000  |
| Insgesamt                    | 1× Gold ·                                                              | 100.000  |

### Kiss Me Once
| Land/Region                  | Auszeichnungen für Musikverkäufe (Land/Region, Auszeichnung, Verkäufe) | Verkäufe |
| ---------------------------- | ---------------------------------------------------------------------- | -------- |
| Vereinigtes Königreich (BPI) | Silber                                                                 | 60.000   |
| Insgesamt                    | 1× Silber ·                                                            | 60.000   |

### Kylie Christmas
| Land/Region                  | Auszeichnungen für Musikverkäufe (Land/Region, Auszeichnung, Verkäufe) | Verkäufe |
| ---------------------------- | ---------------------------------------------------------------------- | -------- |
| Ungarn (MAHASZ)              | Gold                                                                   | 1.000    |
| Vereinigtes Königreich (BPI) | Gold                                                                   | 139.000  |
| Insgesamt                    | 2× Gold ·                                                              | 140.000  |

### Golden
| Land/Region                  | Auszeichnungen für Musikverkäufe (Land/Region, Auszeichnung, Verkäufe) | Verkäufe |
| ---------------------------- | ---------------------------------------------------------------------- | -------- |
| Vereinigtes Königreich (BPI) | Gold                                                                   | 100.000  |
| Insgesamt                    | 1× Gold ·                                                              | 100.000  |

### Step Back in Time: The Definitive Collection
| Land/Region                  | Auszeichnungen für Musikverkäufe (Land/Region, Auszeichnung, Verkäufe) | Verkäufe |
| ---------------------------- | ---------------------------------------------------------------------- | -------- |
| Vereinigtes Königreich (BPI) | Platin                                                                 | 300.000  |
| Insgesamt                    | 1× Platin ·                                                            | 300.000  |

### Disco
| Land/Region                  | Auszeichnungen für Musikverkäufe (Land/Region, Auszeichnung, Verkäufe) | Verkäufe |
| ---------------------------- | ---------------------------------------------------------------------- | -------- |
| Vereinigtes Königreich (BPI) | Gold                                                                   | 100.000  |
| Insgesamt                    | 1× Gold ·                                                              | 100.000  |

### Tension
| Land/Region                  | Auszeichnungen für Musikverkäufe (Land/Region, Auszeichnung, Verkäufe) | Verkäufe |
| ---------------------------- | ---------------------------------------------------------------------- | -------- |
| Vereinigtes Königreich (BPI) | Gold                                                                   | 100.000  |
| Insgesamt                    | 1× Gold ·                                                              | 100.000  |

## Auszeichnungen nach Singles

### The Loco-Motion
| Land/Region                  | Auszeichnungen für Musikverkäufe (Land/Region, Auszeichnung, Verkäufe) | Verkäufe  |
| ---------------------------- | ---------------------------------------------------------------------- | --------- |
| Australien (ARIA)            | 3× Platin                                                              | 210.000   |
| Frankreich (SNEP)            | Silber                                                                 | 250.000   |
| Vereinigte Staaten (RIAA)    | Gold                                                                   | 500.000   |
| Vereinigtes Königreich (BPI) | Silber                                                                 | 434.000   |
| Insgesamt                    | 2× Silber · 1× Gold · 3× Platin ·                                      | 1.394.000 |

### I Should Be So Lucky
| Land/Region                  | Auszeichnungen für Musikverkäufe (Land/Region, Auszeichnung, Verkäufe) | Verkäufe  |
| ---------------------------- | ---------------------------------------------------------------------- | --------- |
| Australien (ARIA)            | Platin                                                                 | 70.000    |
| Deutschland (BVMI)           | Gold                                                                   | 250.000   |
| Frankreich (SNEP)            | Silber                                                                 | 250.000   |
| Vereinigtes Königreich (BPI) | Gold                                                                   | 700.000   |
| Insgesamt                    | 1× Silber · 2× Gold · 1× Platin ·                                      | 1.270.000 |

### Got to Be Certain
| Land/Region                  | Auszeichnungen für Musikverkäufe (Land/Region, Auszeichnung, Verkäufe) | Verkäufe |
| ---------------------------- | ---------------------------------------------------------------------- | -------- |
| Australien (ARIA)            | Gold                                                                   | 35.000   |
| Frankreich (SNEP)            | Silber                                                                 | 250.000  |
| Vereinigtes Königreich (BPI) | Silber                                                                 | 250.000  |
| Insgesamt                    | 2× Silber · 1× Gold ·                                                  | 535.000  |

### I Still Love You (Je ne sais pas pourquoi)
| Land/Region                  | Auszeichnungen für Musikverkäufe (Land/Region, Auszeichnung, Verkäufe) | Verkäufe |
| ---------------------------- | ---------------------------------------------------------------------- | -------- |
| Vereinigtes Königreich (BPI) | Silber                                                                 | 250.000  |
| Insgesamt                    | 1× Silber ·                                                            | 250.000  |

### Especially for You
| Land/Region                  | Auszeichnungen für Musikverkäufe (Land/Region, Auszeichnung, Verkäufe) | Verkäufe  |
| ---------------------------- | ---------------------------------------------------------------------- | --------- |
| Australien (ARIA)            | Gold                                                                   | 35.000    |
| Frankreich (SNEP)            | Silber                                                                 | 200.000   |
| Vereinigtes Königreich (BPI) | Platin                                                                 | 1.090.000 |
| Insgesamt                    | 1× Silber · 1× Gold · 1× Platin ·                                      | 1.325.000 |

### Hand on Your Heart
| Land/Region                  | Auszeichnungen für Musikverkäufe (Land/Region, Auszeichnung, Verkäufe) | Verkäufe |
| ---------------------------- | ---------------------------------------------------------------------- | -------- |
| Australien (ARIA)            | Gold                                                                   | 35.000   |
| Vereinigtes Königreich (BPI) | Gold                                                                   | 494.000  |
| Insgesamt                    | 2× Gold ·                                                              | 529.000  |

### Wouldn’t Change a Thing
| Land/Region       | Auszeichnungen für Musikverkäufe (Land/Region, Auszeichnung, Verkäufe) | Verkäufe |
| ----------------- | ---------------------------------------------------------------------- | -------- |
| Australien (ARIA) | Gold                                                                   | 35.000   |
| Insgesamt         | 1× Gold ·                                                              | 35.000   |

### Never Too Late
| Land/Region                  | Auszeichnungen für Musikverkäufe (Land/Region, Auszeichnung, Verkäufe) | Verkäufe |
| ---------------------------- | ---------------------------------------------------------------------- | -------- |
| Vereinigtes Königreich (BPI) | Silber                                                                 | 200.000  |
| Insgesamt                    | 1× Silber ·                                                            | 200.000  |

### Do They Know It’s Christmas?
| Land/Region                  | Auszeichnungen für Musikverkäufe (Land/Region, Auszeichnung, Verkäufe) | Verkäufe |
| ---------------------------- | ---------------------------------------------------------------------- | -------- |
| Vereinigtes Königreich (BPI) | Platin                                                                 | 600.000  |
| Insgesamt                    | 1× Platin ·                                                            | 600.000  |

### Tears on My Pillow
| Land/Region                  | Auszeichnungen für Musikverkäufe (Land/Region, Auszeichnung, Verkäufe) | Verkäufe |
| ---------------------------- | ---------------------------------------------------------------------- | -------- |
| Vereinigtes Königreich (BPI) | Silber                                                                 | 200.000  |
| Insgesamt                    | 1× Silber ·                                                            | 200.000  |

### Better the Devil You Know
| Land/Region                  | Auszeichnungen für Musikverkäufe (Land/Region, Auszeichnung, Verkäufe) | Verkäufe |
| ---------------------------- | ---------------------------------------------------------------------- | -------- |
| Australien (ARIA)            | Platin                                                                 | 70.000   |
| Vereinigtes Königreich (BPI) | Silber                                                                 | 340.000  |
| Insgesamt                    | 1× Silber · 1× Platin ·                                                | 410.000  |

### Step Back in Time
| Land/Region       | Auszeichnungen für Musikverkäufe (Land/Region, Auszeichnung, Verkäufe) | Verkäufe |
| ----------------- | ---------------------------------------------------------------------- | -------- |
| Australien (ARIA) | Gold                                                                   | 35.000   |
| Insgesamt         | 1× Gold ·                                                              | 35.000   |

### What Kind of Fool (Heard All That Before)
| Land/Region       | Auszeichnungen für Musikverkäufe (Land/Region, Auszeichnung, Verkäufe) | Verkäufe |
| ----------------- | ---------------------------------------------------------------------- | -------- |
| Australien (ARIA) | Gold                                                                   | 35.000   |
| Insgesamt         | 1× Gold ·                                                              | 35.000   |

### Confide in Me
| Land/Region                  | Auszeichnungen für Musikverkäufe (Land/Region, Auszeichnung, Verkäufe) | Verkäufe |
| ---------------------------- | ---------------------------------------------------------------------- | -------- |
| Australien (ARIA)            | Platin                                                                 | 70.000   |
| Vereinigtes Königreich (BPI) | Silber                                                                 | 200.000  |
| Insgesamt                    | 1× Silber · 1× Platin ·                                                | 270.000  |

### Put Yourself in My Place
| Land/Region       | Auszeichnungen für Musikverkäufe (Land/Region, Auszeichnung, Verkäufe) | Verkäufe |
| ----------------- | ---------------------------------------------------------------------- | -------- |
| Australien (ARIA) | Gold                                                                   | 35.000   |
| Insgesamt         | 1× Gold ·                                                              | 35.000   |

### Where the Wild Roses Grow
| Land/Region        | Auszeichnungen für Musikverkäufe (Land/Region, Auszeichnung, Verkäufe) | Verkäufe |
| ------------------ | ---------------------------------------------------------------------- | -------- |
| Australien (ARIA)  | Gold                                                                   | 35.000   |
| Deutschland (BVMI) | Gold                                                                   | 250.000  |
| Insgesamt          | 2× Gold ·                                                              | 285.000  |

### Did It Again
| Land/Region       | Auszeichnungen für Musikverkäufe (Land/Region, Auszeichnung, Verkäufe) | Verkäufe |
| ----------------- | ---------------------------------------------------------------------- | -------- |
| Australien (ARIA) | Gold                                                                   | 35.000   |
| Insgesamt         | 1× Gold ·                                                              | 35.000   |

### Spinning Around
| Land/Region                  | Auszeichnungen für Musikverkäufe (Land/Region, Auszeichnung, Verkäufe) | Verkäufe |
| ---------------------------- | ---------------------------------------------------------------------- | -------- |
| Australien (ARIA)            | Platin                                                                 | 70.000   |
| Neuseeland (RMNZ)            | Gold                                                                   | 5.000    |
| Vereinigtes Königreich (BPI) | Platin                                                                 | 600.000  |
| Insgesamt                    | 1× Gold · 2× Platin ·                                                  | 675.000  |

### On a Night Like This
| Land/Region                  | Auszeichnungen für Musikverkäufe (Land/Region, Auszeichnung, Verkäufe) | Verkäufe |
| ---------------------------- | ---------------------------------------------------------------------- | -------- |
| Australien (ARIA)            | Platin                                                                 | 70.000   |
| Vereinigtes Königreich (BPI) | Silber                                                                 | 200.000  |
| Insgesamt                    | 1× Silber · 1× Platin ·                                                | 270.000  |

### Kids
| Land/Region                  | Auszeichnungen für Musikverkäufe (Land/Region, Auszeichnung, Verkäufe) | Verkäufe |
| ---------------------------- | ---------------------------------------------------------------------- | -------- |
| Australien (ARIA)            | Gold                                                                   | 35.000   |
| Neuseeland (RMNZ)            | Gold                                                                   | 5.000    |
| Vereinigtes Königreich (BPI) | Gold                                                                   | 400.000  |
| Insgesamt                    | 3× Gold ·                                                              | 440.000  |

### Please Stay
| Land/Region       | Auszeichnungen für Musikverkäufe (Land/Region, Auszeichnung, Verkäufe) | Verkäufe |
| ----------------- | ---------------------------------------------------------------------- | -------- |
| Australien (ARIA) | Gold                                                                   | 35.000   |
| Insgesamt         | 1× Gold ·                                                              | 35.000   |

### Can’t Get You Out of My Head
| Land/Region                  | Auszeichnungen für Musikverkäufe (Land/Region, Auszeichnung, Verkäufe) | Verkäufe  |
| ---------------------------- | ---------------------------------------------------------------------- | --------- |
| Australien (ARIA)            | 3× Platin                                                              | 210.000   |
| Belgien (BRMA)               | 2× Platin                                                              | 100.000   |
| Dänemark (IFPI)              | Platin                                                                 | 90.000    |
| Deutschland (BVMI)           | Platin                                                                 | 500.000   |
| Frankreich (SNEP)            | Platin                                                                 | 542.000   |
| Griechenland (IFPI)          | Platin                                                                 | 20.000    |
| Italien (FIMI)               | 2× Platin (2002) · + Platin (2024)                                     | 200.000   |
| Neuseeland (RMNZ)            | 2× Platin                                                              | 60.000    |
| Niederlande (NVPI)           | Platin                                                                 | 60.000    |
| Norwegen (IFPI)              | Platin                                                                 | 20.000    |
| Österreich (IFPI)            | Platin                                                                 | 40.000    |
| Schweden (IFPI)              | Platin                                                                 | 30.000    |
| Schweiz (IFPI)               | Platin                                                                 | 40.000    |
| Spanien (Promusicae)         | Gold                                                                   | 30.000    |
| Südafrika (RISA)             | Platin                                                                 | 50.000    |
| Vereinigte Staaten (RIAA)    | Gold                                                                   | 531.000   |
| Vereinigtes Königreich (BPI) | 3× Platin                                                              | 1.800.000 |
| Insgesamt                    | 2× Gold · 23× Platin ·                                                 | 4.323.000 |

### In Your Eyes
| Land/Region                  | Auszeichnungen für Musikverkäufe (Land/Region, Auszeichnung, Verkäufe) | Verkäufe |
| ---------------------------- | ---------------------------------------------------------------------- | -------- |
| Australien (ARIA)            | Gold                                                                   | 35.000   |
| Vereinigtes Königreich (BPI) | Silber                                                                 | 200.000  |
| Insgesamt                    | 1× Silber · 1× Gold ·                                                  | 235.000  |

### Love at First Sight
| Land/Region                  | Auszeichnungen für Musikverkäufe (Land/Region, Auszeichnung, Verkäufe) | Verkäufe |
| ---------------------------- | ---------------------------------------------------------------------- | -------- |
| Australien (ARIA)            | Gold                                                                   | 35.000   |
| Neuseeland (RMNZ)            | Gold                                                                   | 5.000    |
| Vereinigte Staaten (RIAA)    | —                                                                      | 134.000  |
| Vereinigtes Königreich (BPI) | Gold                                                                   | 400.000  |
| Insgesamt                    | 3× Gold ·                                                              | 574.000  |

### Come into My World
| Land/Region               | Auszeichnungen für Musikverkäufe (Land/Region, Auszeichnung, Verkäufe) | Verkäufe |
| ------------------------- | ---------------------------------------------------------------------- | -------- |
| Australien (ARIA)         | Gold                                                                   | 35.000   |
| Vereinigte Staaten (RIAA) | —                                                                      | 56.000   |
| Insgesamt                 | 1× Gold ·                                                              | 91.000   |

### Slow
| Land/Region                  | Auszeichnungen für Musikverkäufe (Land/Region, Auszeichnung, Verkäufe) | Verkäufe |
| ---------------------------- | ---------------------------------------------------------------------- | -------- |
| Australien (ARIA)            | Platin                                                                 | 70.000   |
| Vereinigte Staaten (RIAA)    | —                                                                      | 63.000   |
| Vereinigtes Königreich (BPI) | Silber                                                                 | 200.000  |
| Insgesamt                    | 1× Silber · 1× Platin ·                                                | 333.000  |

### Red Blooded Woman
| Land/Region       | Auszeichnungen für Musikverkäufe (Land/Region, Auszeichnung, Verkäufe) | Verkäufe |
| ----------------- | ---------------------------------------------------------------------- | -------- |
| Neuseeland (RMNZ) | Gold                                                                   | 5.000    |
| Insgesamt         | 1× Gold ·                                                              | 5.000    |

### I Believe in You
| Land/Region                  | Auszeichnungen für Musikverkäufe (Land/Region, Auszeichnung, Verkäufe) | Verkäufe |
| ---------------------------- | ---------------------------------------------------------------------- | -------- |
| Australien (ARIA)            | Gold                                                                   | 35.000   |
| Vereinigtes Königreich (BPI) | Silber                                                                 | 200.000  |
| Insgesamt                    | 1× Silber · 1× Gold ·                                                  | 235.000  |

### 2 Hearts
| Land/Region       | Auszeichnungen für Musikverkäufe (Land/Region, Auszeichnung, Verkäufe) | Verkäufe |
| ----------------- | ---------------------------------------------------------------------- | -------- |
| Australien (ARIA) | Gold                                                                   | 35.000   |
| Insgesamt         | 1× Gold ·                                                              | 35.000   |

### Wow
| Land/Region                  | Auszeichnungen für Musikverkäufe (Land/Region, Auszeichnung, Verkäufe) | Verkäufe |
| ---------------------------- | ---------------------------------------------------------------------- | -------- |
| Vereinigtes Königreich (BPI) | Silber                                                                 | 200.000  |
| Insgesamt                    | 1× Silber ·                                                            | 200.000  |

### Santa Baby
| Land/Region                  | Auszeichnungen für Musikverkäufe (Land/Region, Auszeichnung, Verkäufe) | Verkäufe |
| ---------------------------- | ---------------------------------------------------------------------- | -------- |
| Dänemark (IFPI)              | Platin                                                                 | 90.000   |
| Deutschland (BVMI)           | Gold                                                                   | 300.000  |
| Vereinigtes Königreich (BPI) | Platin                                                                 | 600.000  |
| Insgesamt                    | 1× Gold · 2× Platin ·                                                  | 990.000  |

### Higher
| Land/Region                  | Auszeichnungen für Musikverkäufe (Land/Region, Auszeichnung, Verkäufe) | Verkäufe |
| ---------------------------- | ---------------------------------------------------------------------- | -------- |
| Australien (ARIA)            | Gold                                                                   | 35.000   |
| Brasilien (PMB)              | Gold                                                                   | 30.000   |
| Deutschland (BVMI)           | Platin                                                                 | 300.000  |
| Frankreich (SNEP)            | —                                                                      | 68.800   |
| Neuseeland (RMNZ)            | Gold                                                                   | 7.500    |
| Österreich (IFPI)            | Platin                                                                 | 30.000   |
| Schweden (IFPI)              | Gold                                                                   | 20.000   |
| Schweiz (IFPI)               | Platin                                                                 | 30.000   |
| Vereinigtes Königreich (BPI) | Gold                                                                   | 400.000  |
| Insgesamt                    | 5× Gold · 3× Platin ·                                                  | 921.300  |

### All the Lovers
| Land/Region                  | Auszeichnungen für Musikverkäufe (Land/Region, Auszeichnung, Verkäufe) | Verkäufe |
| ---------------------------- | ---------------------------------------------------------------------- | -------- |
| Australien (ARIA)            | Gold                                                                   | 35.000   |
| Frankreich (SNEP)            | —                                                                      | 45.500   |
| Italien (FIMI)               | Gold                                                                   | 15.000   |
| Vereinigtes Königreich (BPI) | Gold                                                                   | 400.000  |
| Insgesamt                    | 3× Gold ·                                                              | 495.500  |

### Get Outta My Way
| Land/Region                  | Auszeichnungen für Musikverkäufe (Land/Region, Auszeichnung, Verkäufe) | Verkäufe |
| ---------------------------- | ---------------------------------------------------------------------- | -------- |
| Vereinigtes Königreich (BPI) | Silber                                                                 | 200.000  |
| Insgesamt                    | 1× Silber ·                                                            | 200.000  |

### Timebomb
| Land/Region    | Auszeichnungen für Musikverkäufe (Land/Region, Auszeichnung, Verkäufe) | Verkäufe |
| -------------- | ---------------------------------------------------------------------- | -------- |
| Italien (FIMI) | Gold                                                                   | 15.000   |
| Insgesamt      | 1× Gold ·                                                              | 15.000   |

### Limpido
| Land/Region    | Auszeichnungen für Musikverkäufe (Land/Region, Auszeichnung, Verkäufe) | Verkäufe |
| -------------- | ---------------------------------------------------------------------- | -------- |
| Italien (FIMI) | Gold                                                                   | 15.000   |
| Insgesamt      | 1× Gold ·                                                              | 15.000   |

### Dancing
| Land/Region                  | Auszeichnungen für Musikverkäufe (Land/Region, Auszeichnung, Verkäufe) | Verkäufe |
| ---------------------------- | ---------------------------------------------------------------------- | -------- |
| Australien (ARIA)            | Gold                                                                   | 35.000   |
| Vereinigtes Königreich (BPI) | Silber                                                                 | 200.000  |
| Insgesamt                    | 1× Silber · 1× Gold ·                                                  | 235.000  |

### Say Something
| Land/Region     | Auszeichnungen für Musikverkäufe (Land/Region, Auszeichnung, Verkäufe) | Verkäufe |
| --------------- | ---------------------------------------------------------------------- | -------- |
| Brasilien (PMB) | Gold                                                                   | 20.000   |
| Insgesamt       | 1× Gold ·                                                              | 20.000   |

### Padam Padam
| Land/Region                  | Auszeichnungen für Musikverkäufe (Land/Region, Auszeichnung, Verkäufe) | Verkäufe  |
| ---------------------------- | ---------------------------------------------------------------------- | --------- |
| Australien (ARIA)            | Platin                                                                 | 70.000    |
| Brasilien (PMB)              | Gold                                                                   | 20.000    |
| Niederlande (NVPI)           | Gold                                                                   | 45.000    |
| Spanien (Promusicae)         | Gold                                                                   | 30.000    |
| Vereinigte Staaten (RIAA)    | Gold                                                                   | 500.000   |
| Vereinigtes Königreich (BPI) | Platin                                                                 | 600.000   |
| Insgesamt                    | 4× Gold · 2× Platin ·                                                  | 1.265.000 |

## Auszeichnungen nach Videoalben

### Live in Sydney
| Land/Region                  | Auszeichnungen für Musikverkäufe (Land/Region, Auszeichnung, Verkäufe) | Verkäufe |
| ---------------------------- | ---------------------------------------------------------------------- | -------- |
| Australien (ARIA)            | 3× Platin                                                              | 45.000   |
| Vereinigtes Königreich (BPI) | 2× Platin                                                              | 100.000  |
| Insgesamt                    | 5× Platin ·                                                            | 145.000  |

### KylieFever2002: Live in Manchester
| Land/Region                  | Auszeichnungen für Musikverkäufe (Land/Region, Auszeichnung, Verkäufe) | Verkäufe |
| ---------------------------- | ---------------------------------------------------------------------- | -------- |
| Argentinien (CAPIF)          | Platin                                                                 | 8.000    |
| Australien (ARIA)            | 2× Platin                                                              | 30.000   |
| Deutschland (BVMI)           | Gold                                                                   | 25.000   |
| Kanada (MC)                  | Platin                                                                 | 10.000   |
| Vereinigtes Königreich (BPI) | 2× Platin                                                              | 100.000  |
| Insgesamt                    | 1× Gold · 6× Platin ·                                                  | 173.000  |

### Greatest Hits 1987–1992
| Land/Region                  | Auszeichnungen für Musikverkäufe (Land/Region, Auszeichnung, Verkäufe) | Verkäufe |
| ---------------------------- | ---------------------------------------------------------------------- | -------- |
| Australien (ARIA)            | 3× Platin                                                              | 45.000   |
| Vereinigtes Königreich (BPI) | 2× Platin                                                              | 100.000  |
| Insgesamt                    | 5× Platin ·                                                            | 145.000  |

### Body Language Live – Album Launch at the London Apollo
| Land/Region                  | Auszeichnungen für Musikverkäufe (Land/Region, Auszeichnung, Verkäufe) | Verkäufe |
| ---------------------------- | ---------------------------------------------------------------------- | -------- |
| Argentinien (CAPIF)          | Platin                                                                 | 8.000    |
| Australien (ARIA)            | Platin                                                                 | 15.000   |
| Vereinigtes Königreich (BPI) | Gold                                                                   | 25.000   |
| Insgesamt                    | 1× Gold · 2× Platin ·                                                  | 48.000   |

### Ultimate Kylie
| Land/Region                  | Auszeichnungen für Musikverkäufe (Land/Region, Auszeichnung, Verkäufe) | Verkäufe |
| ---------------------------- | ---------------------------------------------------------------------- | -------- |
| Argentinien (CAPIF)          | Platin                                                                 | 8.000    |
| Australien (ARIA)            | 3× Platin                                                              | 45.000   |
| Frankreich (SNEP)            | Gold                                                                   | 10.000   |
| Vereinigtes Königreich (BPI) | 2× Platin                                                              | 100.000  |
| Insgesamt                    | 1× Gold · 6× Platin ·                                                  | 163.000  |

### Showgirl – The Greatest Hits Tour
| Land/Region                  | Auszeichnungen für Musikverkäufe (Land/Region, Auszeichnung, Verkäufe) | Verkäufe |
| ---------------------------- | ---------------------------------------------------------------------- | -------- |
| Argentinien (CAPIF)          | Platin                                                                 | 8.000    |
| Australien (ARIA)            | 4× Platin                                                              | 60.000   |
| Frankreich (SNEP)            | Gold                                                                   | 10.000   |
| Vereinigtes Königreich (BPI) | 2× Platin                                                              | 100.000  |
| Insgesamt                    | 1× Gold · 7× Platin ·                                                  | 178.000  |

### White Diamond / Showgirl Homecoming
| Land/Region                  | Auszeichnungen für Musikverkäufe (Land/Region, Auszeichnung, Verkäufe) | Verkäufe |
| ---------------------------- | ---------------------------------------------------------------------- | -------- |
| Frankreich (SNEP)            | Gold                                                                   | 10.000   |
| Vereinigtes Königreich (BPI) | Gold                                                                   | 25.000   |
| Insgesamt                    | 2× Gold ·                                                              | 35.000   |

### Kylie Live: X2008
| Land/Region                  | Auszeichnungen für Musikverkäufe (Land/Region, Auszeichnung, Verkäufe) | Verkäufe |
| ---------------------------- | ---------------------------------------------------------------------- | -------- |
| Vereinigtes Königreich (BPI) | Gold                                                                   | 25.000   |
| Insgesamt                    | 1× Gold ·                                                              | 25.000   |

## Statistik und Quellen
| Land/RegionAuszeichnungen für Musikverkäufe (Land/Region, Auszeichnungen, Verkäufe, Quellen) | Silber       | Gold       | Platin         | Verkäufe    | Quellen                                                         |
| -------------------------------------------------------------------------------------------- | ------------ | ---------- | -------------- | ----------- | --------------------------------------------------------------- |
| Argentinien (CAPIF)                                                                          | —            | Gold1      | 4× Platin4     | 52.000      | capif.org.ar (Memento vom 14. Oktober 2008 im Internet Archive) |
| Australien (ARIA)                                                                            | —            | 21× Gold21 | 57× Platin57   | 3.685.000   | aria.com.au                                                     |
| Belgien (BRMA)                                                                               | —            | 3× Gold3   | 3× Platin3     | 205.000     | ultratop.be                                                     |
| Brasilien (PMB)                                                                              | —            | 3× Gold3   | —              | 70.000      | pro-musicabr.org.br                                             |
| Dänemark (IFPI)                                                                              | —            | Gold1      | 2× Platin2     | 250.000     | ifpi.dk                                                         |
| Deutschland (BVMI)                                                                           | —            | 5× Gold5   | 3× Platin3     | 2.175.000   | musikindustrie.de                                               |
| Europa (IFPI)                                                                                | —            | —          | 4× Platin4     | (4.000.000) | ifpi.org (Memento vom 1. Januar 2014 im Internet Archive)       |
| Finnland (IFPI)                                                                              | —            | Gold1      | —              | 25.000      | ifpi.fi                                                         |
| Frankreich (SNEP)                                                                            | 4× Silber4   | 5× Gold5   | 3× Platin3     | 1.993.300   | infodisc.fr snepmusique.com                                     |
| Griechenland (IFPI)                                                                          | —            | Gold1      | Platin1        | 35.000      | ifpi.gr (Memento vom 23. April 2013 im Internet Archive)        |
| Hongkong (IFPI/HKRIA)                                                                        | —            | Gold1      | Platin1        | 30.000      | ifpihk.org                                                      |
| Irland (IRMA)                                                                                | —            | Gold1      | 3× Platin3     | 52.500      | irishcharts.ie                                                  |
| Italien (FIMI)                                                                               | —            | 3× Gold3   | 3× Platin3     | 245.000     | fimi.it                                                         |
| Japan (RIAJ)                                                                                 | —            | 2× Gold2   | —              | 200.000     | riaj.or.jp                                                      |
| Kanada (MC)                                                                                  | —            | —          | 3× Platin3     | 210.000     | musiccanada.com                                                 |
| Neuseeland (RMNZ)                                                                            | —            | 5× Gold5   | 11× Platin11   | 227.500     | aotearoamusiccharts.co.nz NZ2                                   |
| Niederlande (NVPI)                                                                           | —            | 2× Gold2   | Platin1        | 145.000     | nvpi.nl                                                         |
| Norwegen (IFPI)                                                                              | —            | —          | Platin1        | 20.000      | ifpi.no (Memento vom 5. November 2012 im Internet Archive)      |
| Österreich (IFPI)                                                                            | —            | 2× Gold2   | 3× Platin3     | 140.000     | ifpi.at                                                         |
| Polen (ZPAV)                                                                                 | —            | Gold1      | —              | 50.000      | olis.pl                                                         |
| Russland (NFPF)                                                                              | —            | Gold1      | —              | 10.000      | 2m-online.ru                                                    |
| Schweden (IFPI)                                                                              | —            | Gold1      | 2× Platin2     | 110.000     | sverigetopplistan.se                                            |
| Schweiz (IFPI)                                                                               | —            | 2× Gold2   | 5× Platin5     | 245.000     | hitparade.ch                                                    |
| Spanien (Promusicae)                                                                         | —            | 5× Gold5   | Platin1        | 310.000     | elportaldemusica.es ES2 ES3 ES4                                 |
| Südafrika (RISA)                                                                             | —            | —          | 4× Platin4     | 200.000     | mi2n.com                                                        |
| Ungarn (MAHASZ)                                                                              | —            | 2× Gold2   | Platin1        | 24.000      | slagerlistak.hu                                                 |
| Vereinigte Staaten (RIAA)                                                                    | —            | 4× Gold4   | Platin1        | 3.762.000   | riaa.com                                                        |
| Vereinigtes Königreich (BPI)                                                                 | 19× Silber19 | 17× Gold17 | 42× Platin42   | 21.138.000  | bpi.co.uk                                                       |
| Insgesamt                                                                                    | 23× Silber23 | 90× Gold90 | 159× Platin159 |             |                                                                 |